# Steinbrener/Dempf & Huber
Steinbrener/Dempf & Huber ist eine Künstlergruppe, bestehend aus dem Bildhauer Christoph Steinbrener, dem Fotografen und Grafiker Rainer Dempf und dem Architekten Martin Huber. Ihre Arbeiten sorgten wiederholt für großes Aufsehen.

## Wirken

### Öffentliche Projekte und Ausstellungen
2005 wurden im Rahmen des Projektes Delete! in der Wiener Neubaugasse alle kommerziellen Zeichen wie Geschäftsschilder oder Werbeplakate gelb verhüllt. Die dann folgende Projektserie Copy/Paste ging den umgekehrten Weg: Werbung, Firmenlogos und PR-Affichen wurden hier ausdrücklich sichtbar gemacht, aber kontextuell verschoben und beabsichtigt falsch platziert, beispielsweise 2007 bei einem scheinbaren Umbau der Linzer Ursulinenkirche zu einer Starbucks-Filiale (Pass the Buck). 2008 ließ Jesuitenkosmos Andrea Pozzos Deckengemälde in der Wiener Jesuitenkirche unter einer aktuellen und säkularen Himmelskonstruktion verschwinden.  Die Methode des Deplatzierens führte zur 2009 realisierten Ausstellung Trouble in Paradise im Wiener Tiergarten Schönbrunn, bei der Steinbrener/Dempf & Huber Fremdkörper (Autos, Giftmüll-Fässer, Eisenbahnschienen) in den Tiergehegen installierten und damit die  Konfrontation von Natur und Zivilisation thematisierten.
Die im Juni 2012 eröffnete Ausstellung Freeze! im Naturhistorischen Museum Wien ist der Versuch, den romantisierenden Blick der Tierdarstellung gegen einen realistischen Blick im Bezug auf die heutige Verhältnisse wachsender Zivilisation auszutauschen. Dabei revitalisieren Steinbrener/Dempf ein altes naturwissenschaftliches Schauinstrument, das Diorama.  In Zusammenarbeit mit den Tierpräparatoren des Museums zeigen sie Momentaufnahmen von Wildtieren in urbaner Umgebung, die man sonst nur aus Internet-Videos oder exotischen Reiseberichten kennt.
2015 applizierten sie auf dem Kopf des 43 Meter hohen Bismarckdenkmals in Hamburg einen Steinbock und thematisierten damit den wiederaufkommenden deutschen Nationalismus – Titel der Arbeit: „Capricorn Two“.
2016 eröffneten das Wiener Künstlerkollektiv nahezu zeitgleich die zwei weithin sichtbaren „Kommentare“ zur Architektur ihrer Stadt, die Skulpturen „Sign of the Times“ (an der Fassade des Hotel InterContinental) und „Lunch Atop“ (auf dem Dach eines Wiener Hochhauses).

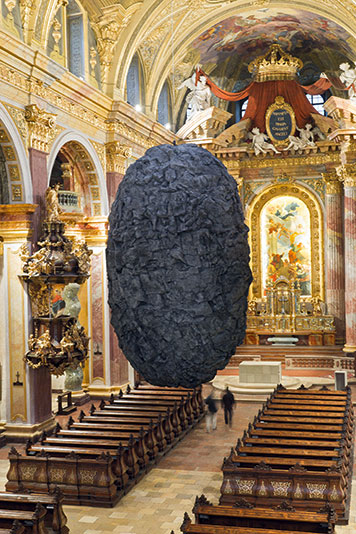
To be in Limbo, Jesuitenkirche, Wien 2014
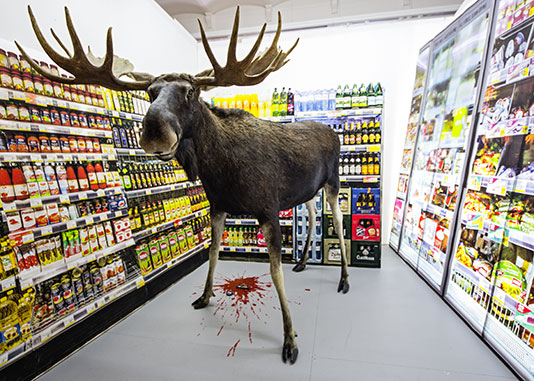
Freeze
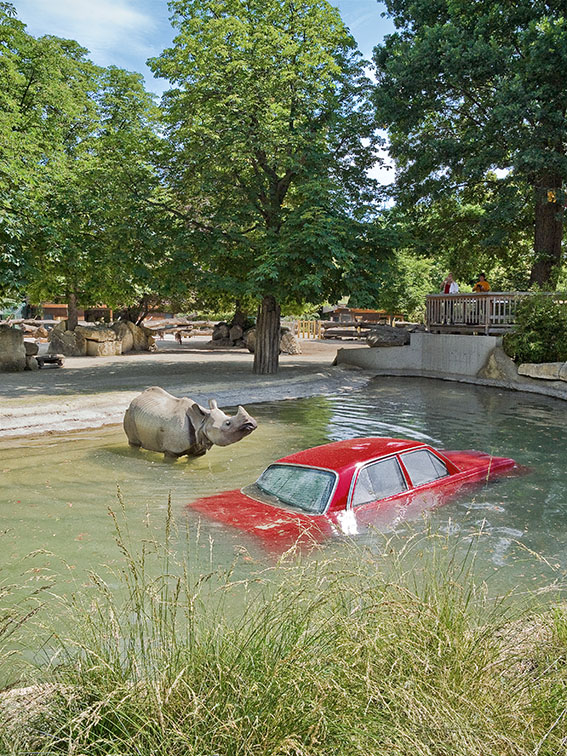
Trouble in Paradise
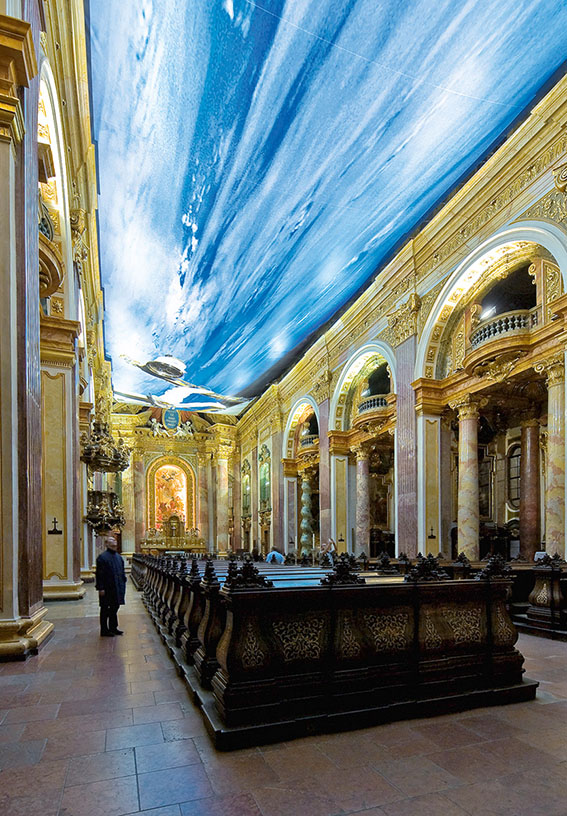
Jesuitenkosmos
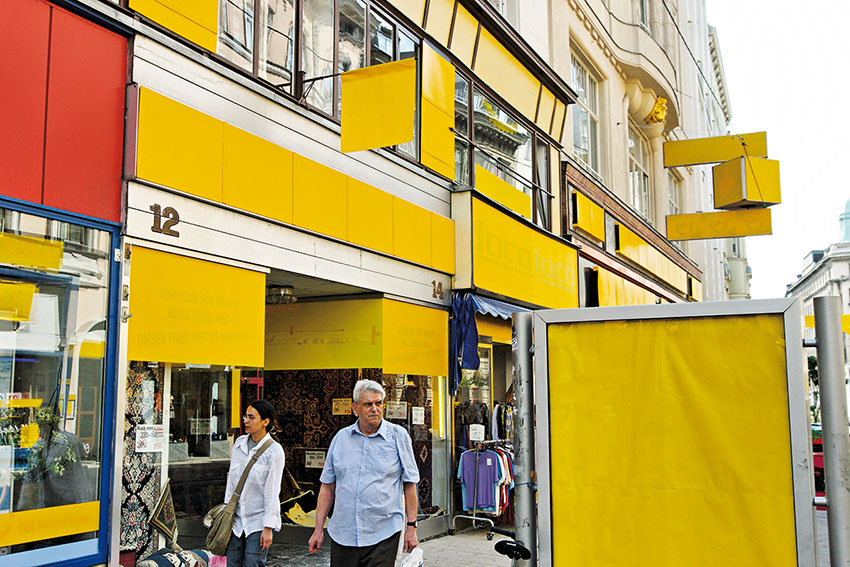
Delete!
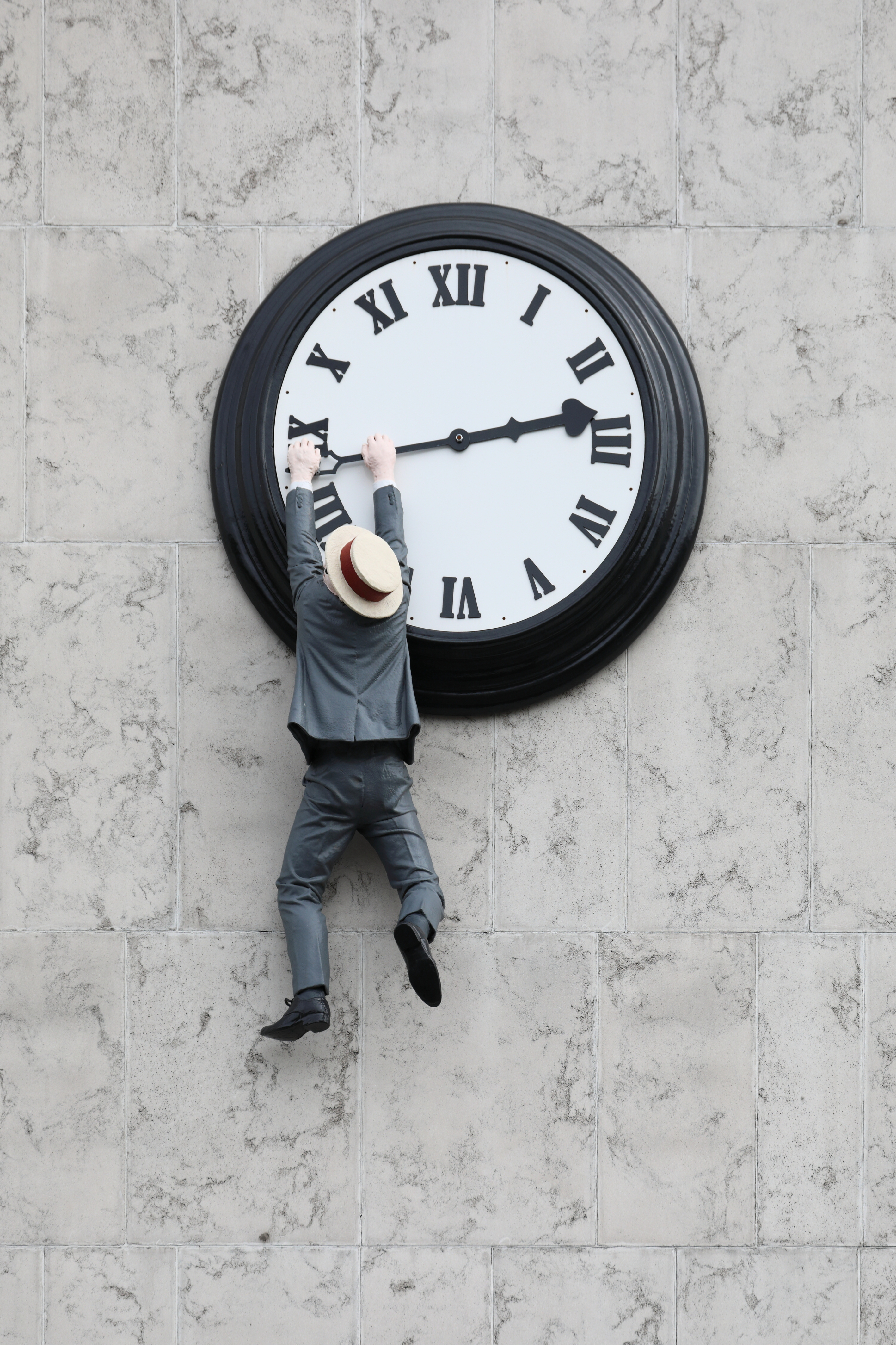
„Sign of the times“ (2016)

### Studioarbeiten
Steinbrener/Dempf & Huber haben in den letzten Jahren Serien von großformatigen Fotografien hergestellt. Zum einen handelt es sich dabei um Abbildungen von Dioramen, die in Zusammenarbeit mit den Präparatoren des Naturhistorischen Museums im Studio von Steinbrener/Dempf & Huber entstanden sind. Zum anderen um sorgfältig arrangierte Stillleben mit Tieren, die dem klassischen flämischen Vorbild des 17. Jahrhunderts folgen, sowie sogenannte Tierstücke, die sich ausschließlich auf die figurale Darstellung von präparierten Tieren konzentrieren und durch inszenierte Gesten und Haltungen zoologisch Unvereinbares vereinen.
Zudem entwickelten sie ihre sogenannten „Miniaturdioramen“, die auch als dreidimensionale Skizzen funktionieren.

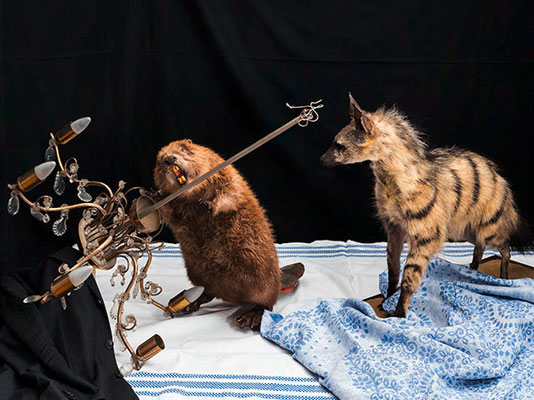
Tierstück
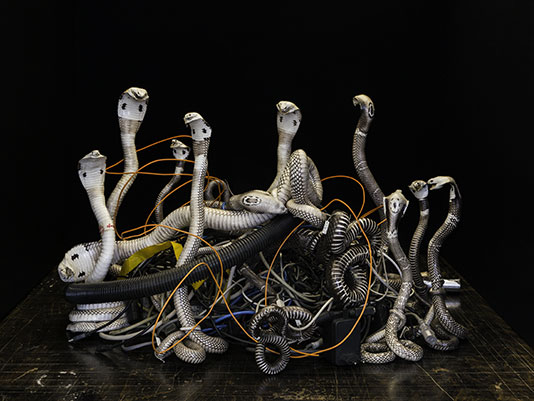
Stillleben
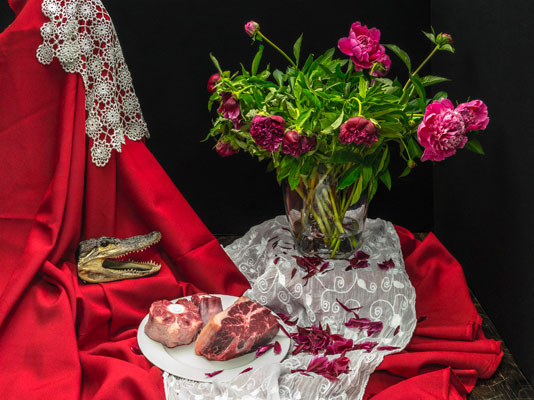
Stillleben

## Kataloge, Filme und andere Publikationen (Auswahl)
- Kasimir, Paul und andere: Wolfgang Zinggl, Galerie Niels Ewerbeck, Wien 1993.
- Duke Ellington und andere Samples: Nieglhell, Seyfarth, Triton Verlag, Wien 1996.
- Köpfe: Rainer Fuchs, Peter Assmann, Ulrike Sulikovsky, Johann v.Rauch, Christian Scheib u. a., Triton-Verlag, Wien 1997.
- Unternehmen Capricorn: Hans Ulrich Reck, Christian Reder u. a., Triton-Verlag, Wien 2001.
- Operation Figurini: Ausstellungszeitung mit Beiträgen u. a. Erika Weinzierl, Anton Pelinka, Rainer Fuchs, Martin Prinzhorn, Catrin Pichler, Wien 2002.
- Operation Figurini – Dokumentationsfilm, Regie: Erwin Wagenhofer; Produktion: Allegro-Film, Wien 2003.
- Delete: Siegfried Mattl (Hrsg.), mit Beiträgen von Karl-Heinz Stierle, Tom Holert, Chantal Mouffe, James Donald, Bernhard Kellner, Klaus Theweleit, Orange Press, Freiburg 2005.
- Delete – Dokumentationsfilm von Erwin Wagenhofer, 2005.
- Trouble in Paradise: Skulpturen in den Gehegen des Tiergarten Schönbrunn, mit Beiträgen von Ernst Strouhal, Dorothee Bauerle-Willert, Dagmar Schratter u. a., Orange Press, Freiburg 2009.
- Wem gehört die Stadt, Wien – Kunst im öffentlichen Raum seit 1968: Verlag für moderne Kunst Nürnberg, 2009.
- Parabol #6 ,Don't dare' :  Section a, 2011.
- Kartographisches Denken: Christian Reder (Hg.), Edition Transfer bei SpringerWienNewYork, 2012.
- Public Art Vienna, Aufbrüche – Werke – Interventionen: Roland Schöny (Hrsg.), Verlag für moderne Kunst Nürnberg, 2012.
- Vorsicht Kunst: Politik trifft Kunst – Zum Verhältnis von politischer und kultureller Bildung: Anja Besand (Hrsg.), Bundeszentrale für politische Bildung, 2012.
- Drei im Blau – Kunst und Glaube: Gustav Schörghofer, Residenz Verlag, 2013.
- Salon der Hoffnung: Nikolaus Schaffhausen, Österreichische Präsidentschaftskanzlei/Kunsthalle Wien, 2013.
- Hier & Jetzt I Hic & Nunc – 900 Jahre Stift Klosterneuburg: Stift Klosterneuburg (Hrsg.), 2014.